# Mayapán (Iucatã)
Mayapán é um município do estado do Iucatã, no México. A população do município calculada no censo 2005 era de 2.972 habitantes.